# أيدين دالي
أيدين دالي (بالإنجليزية: Aidan Daly)‏ مواليد 22 أغسطس 1978 في نيوزيلندا، هو لاعب كرة سلة نيوزلندي. بدأ مسيرته الاحترافية في سنة 1997. لعب مع ويلينغتون ساينتس وماناواتو جيتز في الدوري النيوزيلندي لكرة السلة.